# Régiment de Blaisois (1692-1749)
Pour l’article homonyme, voir Régiment de Blaisois.
Le régiment de Blaisois est un régiment d’infanterie du royaume de France créé en 1692.

## Création et différentes dénominations
- 4 octobre 1692 : création du régiment de Blaisois, à partir d’un bataillon de Picardie
- 18 février 1749 : réformé par incorporation par incorporation des grenadiers au régiment des Grenadiers de France et du reste au régiment de Guyenne

## Colonels et mestres de camp
- 4 octobre 1692 : Henri Louis de La Tour d’Auvergne, comte d’Évreux, né le 2 août 1674, brigadier le 29 janvier 1702, maréchal de camp le 26 octobre 1704, lieutenant général des armées du roi le 19 juin 1708, † 3 août 1753
- 29 décembre 1703 : Jean Nicolas de Ferrières, marquis de Sauvebœuf, brigadier le 29 mars 1710, † 13 août 1714 à Barcelone
- 25 août 1714 : Gabriel Rochon, sieur de La Mothe-La Peyrouse, brigadier le 1er février 1719, maréchal de camp le 19 juin 1734, † 14 juillet 1738
- 23 avril 1735 : Charles Prosper Bauyn, marquis de Péreuse, né le 5 juin 1710, déclaré brigadier en octobre 1744 par brevet expédié le 2 mai, maréchal de camp le 1er janvier 1748, lieutenant général des armées du roi le 15 janvier 1758
- 1er janvier 1748 : Jacques Gabriel Louis Le Clerc, marquis de Juigné, né en mai 1727, † 10 février 1759

## Historique des garnisons, combats et batailles du régiment
- 1693 : Flandre, Huy, Neerwinden (26 juillet), Charleroi
- 1695 : Rhin
- 1696 - 1697 : Meuse
- 1701 : Flandre
- 1702 : Nimègue
- 1703 : Eckeren
- 1704 : Espagne et Portugal
- 1705 : Gibraltar
- 1706 : Barcelone, Carthagène
- 1707 : Almanza (25 avril), Lérida
- 1708 : Tortose
- 1709 : défense de Tortose
- 1710 : Rhin
- 1711 - 1712 : Dauphiné
- 1713 - 1714 : Catalogne, Barcelone ; le colonel est tué devant Barcelone (14 juillet)
- 1719 : Pyrénées

En 1733, Stanislas Leczinski avait été élu roi de Pologne. L'Autriche et la Russie s'opposèrent à l'élévation du beau-père de Louis XV, firent réunir une nouvelle diète qui donna la couronne à l'électeur de Saxe, et envoyèrent en Pologne une armée qui eut bientôt forcé Stanislas à se renfermer dans la ville de Dantzig, où il fut aussitôt assiégé. C'est la guerre de Succession de Pologne.

On jeta les hauts cris à la cour de France, et le cardinal de Fleury se vit obligé de faire quelque chose pour calmer l'irritation des partisans de la guerre.
Ainsi en 1734, le régiment de Blaisois participe, avec les régiments de Périgord et de La Marche à la défense de Dantzig. Lors de la reddition de la ville, il est fait prisonnier et envoyé en Russie.
- 1735 : prisonnier en Russie
- 1741 : Westphalie
- 1742 : Bohême, défense de Braunau
- 1744 : Alpes, Coni, La Madonna del Ulmo (30 septembre)
- 1745 : Piémont
- 1746 : Plaisance, le Tidone
- 1747 : Nice

## Drapeaux
Dans chaque carré un triangle rouge et un triangle bleu, séparés par une barre jaune brisée.

Drapeau d’ordonnance
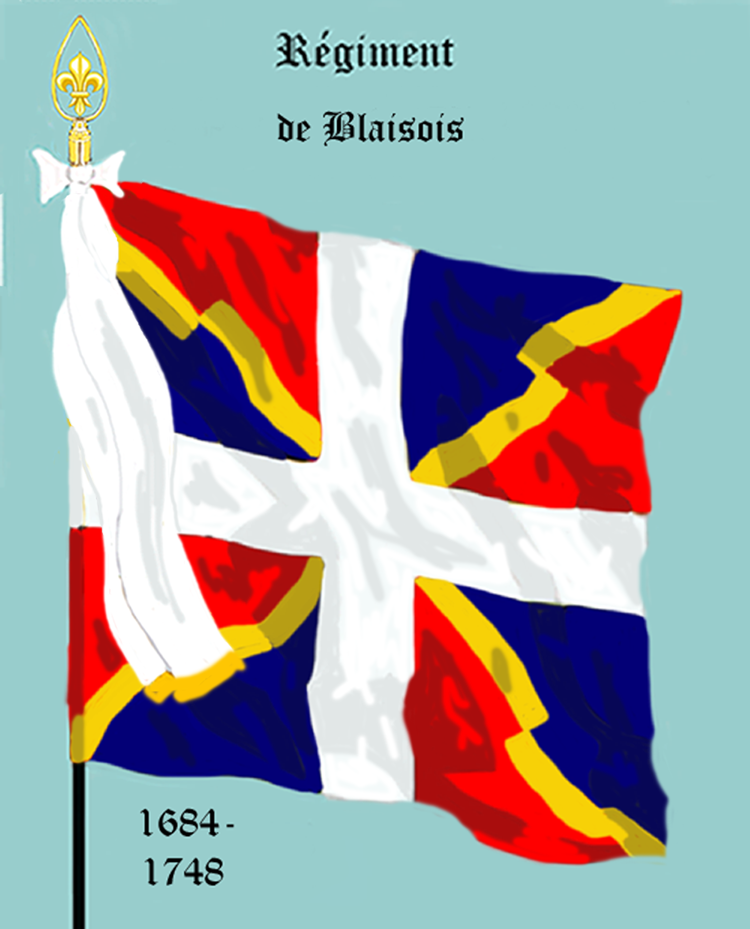
régiment de Blaisois de 1692 à 1749

## Habillement
Parements rouges ; boutons et galons argentés.

Uniformes du régiment de Blaisois
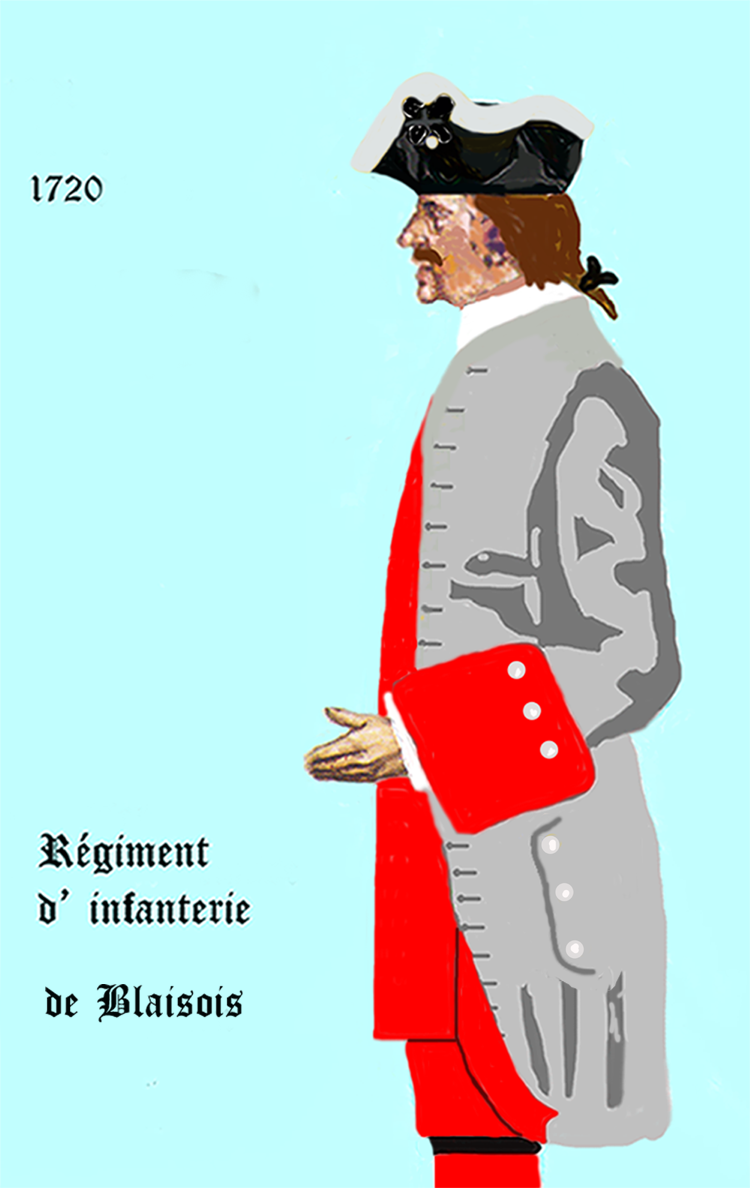
de 1720 à 1734
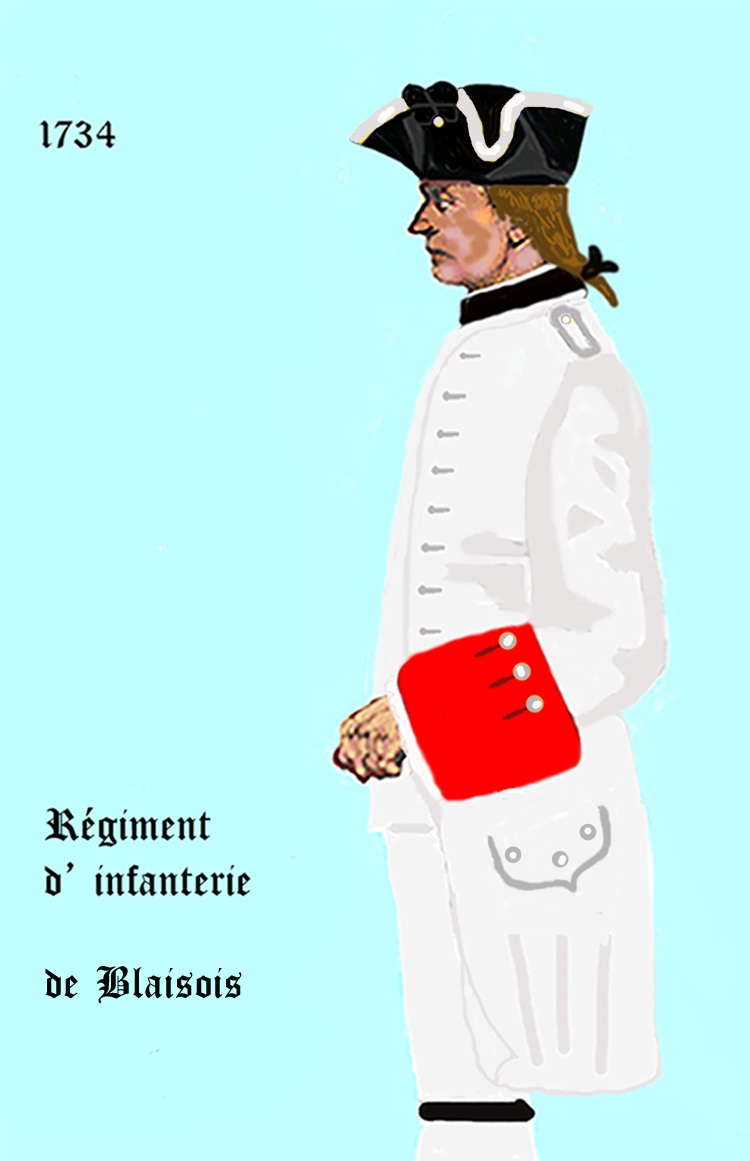
de 1734 à 1740
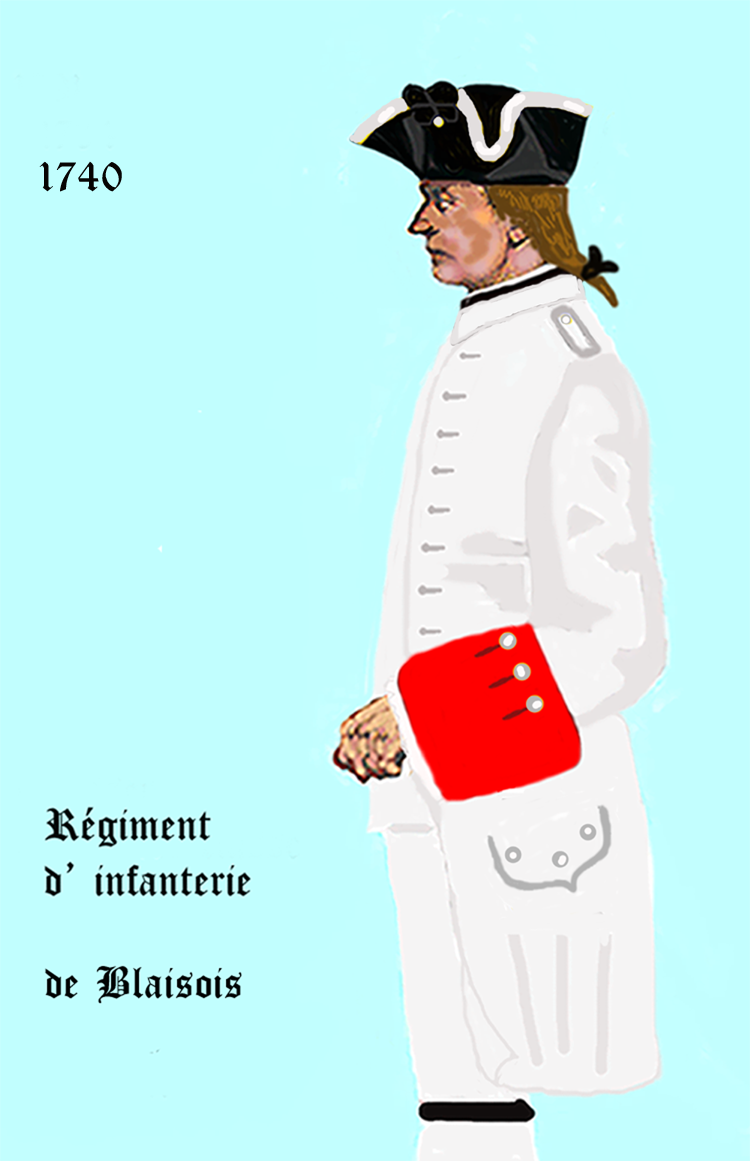
de 1740 à 1749